# Vincent Croquette
Vincent Croquette (* 13. April 1956 in Lille) ist ein französischer Biophysiker.
Croquette erhielt 1981 sein Diplom als Ingenieur an der École supérieure de physique et de chimie industrielles de la ville de Paris (ESPCI) und wurde 1982 an der Universität Paris VI mit einer Dissertation über chaotische und nichtlineare Phänomene in der Rayleigh-Benard-Konvektion promoviert (Etude des structures convectives de Rayleigh-Bénard en géométrie étendue). Danach wandte er sich der Biophysik am Labor für statistische Physik der École normale supérieure (Paris) unter David Bensimon zu. Dort ist er Forschungsdirektor des CNRS. Außerdem ist er Professor an der ESPCI und seit 2019 deren Direktor.
Er ist einer der Pioniere der Manipulation einzelner Moleküle mit magnetischen Pinzetten. Dazu gründete er auch die Firma Picotwist. Mit solchen Pinzetten wies er die große Elastizität von Chromatin in Chromosomen nach. Außerdem untersuchte er den genauen Mechanismus von Topoisomerasen, den Replisom der Phage T4 und Kooperation von Primase und Helicase bei der Replikation der DNA.
2016 erhielt er den Prix des trois physiciens. 2000 erhielt er den Spezialpreis der französischen physikalischen Gesellschaft. 2011 erhielt er einen Advanced Grant des ERC.